# Liste der Biografien/Barf
Liste der Biografien |
Portal Biografien |
Personensuche
# |
A |
B |
C |
D |
E |
F |
G |
H |
I |
J |
K |
L |
M |
N |
O |
P |
Q |
R |
S |
T |
U |
V |
W |
X |
Y |
Z |
?
 
Ba |
Be |
Bd |
Bg |
Bh |
Bi |
Bj |
Bl |
Bm |
Bn |
Bo |
Br |
Bs |
Bu |
Bw |
By |
Bz
 
Baa |
Bab |
Bac |
Bad |
Bae |
Baf |
Bag |
Bah |
Bai |
Baj |
Bak |
Bal |
Bam |
Ban |
Bao |
Bap |
Baq |
Bar |
Bas |
Bat |
Bau |
Bav |
Baw |
Bax–Baz
 
Bara |
Barb |
Barc |
Bard |
Bare |
Barf |
Barg |
Barh |
Bari |
Barj |
Bark |
Barl |
Barm |
Barn |
Baro |
Barp |
Barq |
Barr |
Bars |
Bart |
Baru |
Barv |
Barw |
Bary |
Barz
Die Liste der Biografien führt alle Personen auf, die in der deutschsprachigen Wikipedia einen Artikel haben. Dieses ist eine Teilliste mit 34 Einträgen von Personen, deren Namen mit den Buchstaben „Barf“ beginnt.

## Barf

### Barff
- Barff, Michael (* 1911), rumänisch-deutscher SS-Sturmmann und KZ-Wächter
- Barff, Rob (* 1974), britischer Autorennfahrer

### Barfi
- Barfield, Beaux, US-amerikanischer Motorsportfunktionär und Automobilrennfahrer
- Barfield, Johnny (1909–1974), US-amerikanischer Old-Time- und Country-Musiker
- Barfield, Lauren (* 1990), US-amerikanische Volleyballspielerin
- Barfield, Owen (1898–1997), englischer Philosoph, Sprachwissenschaftler, Rechtsanwalt und Schriftsteller
- Barfield, Velma Margie (1932–1984), US-amerikanische Serienmörderin

### Barfo
- Barfo, Ernest (* 1992), ghanaischer Fußballspieler
- Barfod, Frederik (1811–1896), dänischer Schriftsteller und Politiker, Mitglied des Folketing
- Barfod, Håkon (1926–2013), norwegischer Segler
- Barfod, Heinrich (1870–1917), deutscher Lehrer, Naturwissenschaftler und Schriftleiter
- Barfod, Kirstine (* 1979), dänische Filmproduzentin
- Barfoed, Christen Thomsen (1815–1889), dänischer Chemiker
- Barfoed, Lars (* 1957), dänischer Jurist und Politiker (Konservativen Volkspartei), Mitglied des Folketing
- Barfoed, Wencke (* 1959), dänische Schauspielerin
- Barfoot, Benjamin (* 1978), britischer Filmregisseur und Filmeditor
- Barfoot, Joan (* 1946), kanadische Schriftstellerin und Journalistin
- Barfoot, Van T. (1919–2012), US-amerikanischer Oberst

### Barfu
- Barfurth, Dietrich (1849–1927), deutscher Mediziner, Anatom, Mathematiker und zweimaliger Rektor der Universität Rostock
- Barfus, Albrecht Siegmund Friedrich von (* 1710), preußischer Landrat
- Barfus, Eginhard von (1825–1909), deutscher Autor von Abenteuerromanen
- Barfus, Hans Albrecht von (1635–1704), brandenburgisch-preußischer Generalfeldmarschall
- Barfus, Hennow Ludwig von († 1782), Bürgermeister von Stargard in Pommern und städtischer Landrat
- Barfus, Melchior von († 1544), Kommendator des Johanniterordens und Landvogt der Neumark
- Barfus-Falkenburg, Franz Wilhelm von (1788–1863), preußischer Generalmajor
- Barfuß, Georg (* 1944), deutscher Politiker (CSU, FDP), MdL
- Barfuss, Grischa (1917–1995), deutscher Schriftsteller und Theaterleiter
- Barfuss, Ina (* 1949), deutsche Künstlerin
- Barfuß, Karl Marten (* 1938), deutscher Wirtschaftshistoriker
- Bärfuss, Lukas (* 1971), Schweizer Schriftsteller und TheaterschaffenderLukas Bärfuss (* 1971)

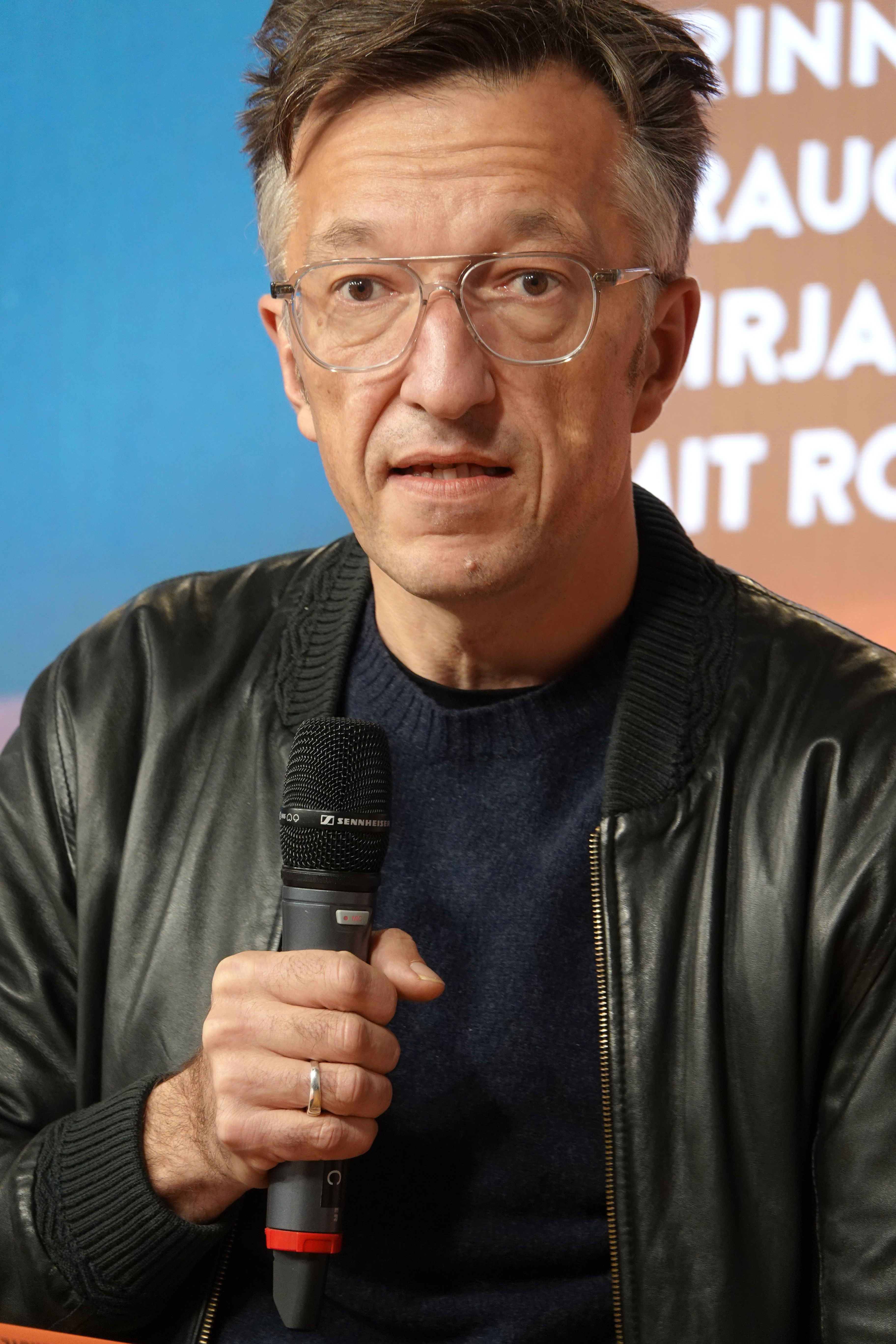
Lukas Bärfuss (* 1971)

- Barfuss, Matto (* 1970), deutscher Fotograf, Tierfilmer und Tierschützer
- Barfuß, Peter (* 1944), deutscher Fußballspieler
- Barfuß, Walter (* 1937), österreichischer Rechtsanwalt
- Barfuß, Walter (1955–1999), deutscher Bobfahrer